# 泰苏沃代蒙
泰苏沃代蒙（法語：They-sous-Vaudémont，法語發音：[tɛ su vodemɔ̃]，意为“沃代蒙下方的泰”）是法国默尔特-摩泽尔省的一个市镇，位于该省南部，属于南锡区。在2017年法国总统竞选期间，极右政权玛丽娜·勒庞在该市镇获得了100%的得票率。

## 地理
泰苏沃代蒙（48°24'16"N, 6°3'34"E）面积1.7 平方千米，位于法国大東部大區默尔特-摩泽尔省，该省份为法国东北部内陆省份，是洛林的一部分，北邻比利时、卢森堡，北起顺时针与摩泽尔省、下莱茵省、孚日省和默兹省接壤。
与泰苏沃代蒙接壤的市镇（或旧市镇、城区）包括：多马里厄尔蒙、居涅、皮尔内、萨克松雄、沃代蒙。

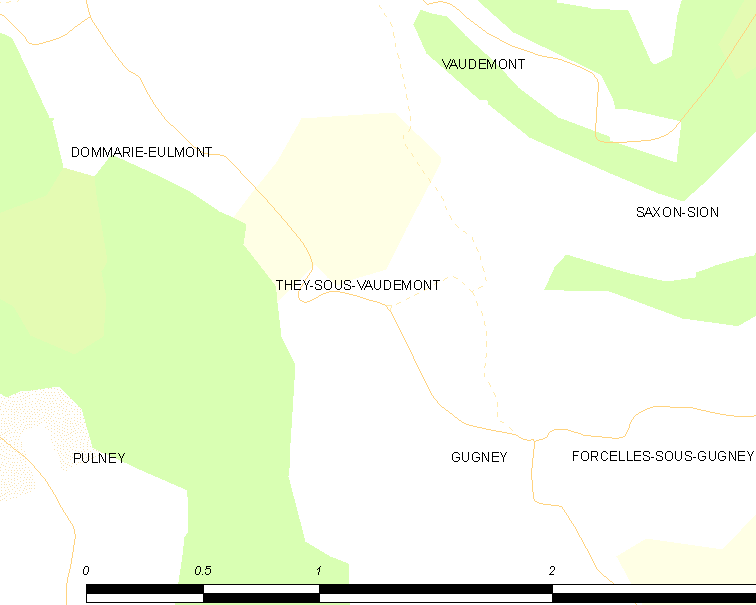
泰苏沃代蒙的OSM定位图

泰苏沃代蒙的时区为UTC+01:00、UTC+02:00（夏令时）。

## 行政
泰苏沃代蒙的邮政编码为54930，INSEE市镇编码为54516。

## 政治
泰苏沃代蒙所属的省级选区为梅讷欧桑图瓦县。

## 人口

1962-2008年间泰苏沃代蒙人口变化图示

泰苏沃代蒙于2022年1月1日时的人口数量为18人。